# Хартман II фон Лихтенщайн
Хартман II фон Лихтенщайн (на немски: Hartmann II von Liechtenstein; * 6 май 1544; † 5 октомври 1585, Айзгруб) е благородник от Моравия от фамилията Лихтенщайн-Николсбург в Долна Австрия и господар на замък Лихтенщайн-Николсбург, Фелдсберг, Айзгруб и Щайрег, и имперския съветник (Imperial Councillor).

## Произход
Той е син на Георг Хартман фон Лихтенщайн (1513 – 1562) и съпругата му Сузана фон Лихтенщайн-Николсбург (1520 – 1595), дъщеря на Георг VI фон Лихтенщайн-Щайерег (1480 – 1548) и Магдалена фон Полхайм (* 1497). Внук е на Хартман фон Лихтенщайн-Фелдсберг (Imperial Councillor, † 1539) и втората му съпруга Йохана фон Майнбург († 1521).

## Фамилия
Хартман II се жени на 28 октомври 1568 г. в замък Ной-Ортенбург в Ортенбург за графиня Анна Мария фон Ортенбург (* 1547; † 16 декември 1601), дъщеря на граф Карл I фон Ортенбург (1502 – 1552) и Максимилиана фон Фраунберг графиня фон Хааг († 1559). Те имат децата:
- Карл I (1569 – 1627), първият княз на Лихтенщайн (1608 – 1627), и херцог на Тропау-Йегерндорф в Силезия (1623 – 1627), женен 1592/1593 г.
- Мария Сузана (1570 – 1580)
- Йохана (*/† 1571)
- Катарина (1572 – 1643), омъжена 1592 г. за Волфганг Вилхелм фон Фолкерсторф († 1616)
- Вайкхард (1574 – 1577)
- Юдит (1575 – 1621), омъжена 1595 г. за фрайхер Йохан Йоахим фон Цинцендорф-Потендорф († 1626)
- Георг Волф (1576 – 1579)
- Максимилиан (1578 – 1643), имперски фелдмаршал, става княз на Лихтенщайн 1623 г., женен 1597 г.
- Гундакар (1580 – 1658), става княз на Лихтенщайн 1623 г., женен 1623 и 1618 г.